# Audovera
Audovera (francès Audovère o Audevère) (assassinada a Le Mans el 580), fou una reina franca merovíngia, primera esposa de Khilperic I (539 - †584), rei de Nèustria.

## Biografia
Gregori de Tours cita a Audovera en tant que primera esposa oficial de Khilperic I, a qui va donar alguns dels seus fills:
- Teodobert (vers 548-551 † 573), vençut i mort pels ducs Godegisel i Guntram Bosó quan devastava la Turena, possessió del seu oncle Sigebert I.
- Meroveu († 577), casat amb la seva tia per aliança Brunequilda i tonsurat, i després mort per ordre del seu pare.
- Clodoveu o Clovis († 580), assassinat per ordre de la seva madrastra Fredegunda.
- Basina, violada pels homes de Fredegunda després de la mort de Clodoveu, després religiosa al monestir de Sainte-Croix de Poitiers. Va participar en la revolta de les monges de Poitiers amb la seva cosina Chrotielda, filla de Caribert I.[1]
- Khildesinda, de la qual l'existència resta subjecta a caució, ja que no és citada per Gregori de Tours, i només ho és pel Liber Historiae Francorum, un segle i mig més tard.

El Líber Historiae Francorum, font relativament tardana (727) i avui dia àmpliament discutida, explica com Audovera va ser manipulada per la seva serventa Fredegunda i repudiada a la seva instigació. En efecte, aprofitant una absència del rei que havia anat a la guerra a Saxònia contra el seu germà Sigebert, Fredegunda hauria abusat de la ingenuïtat de la reina fent-li sostenir ella mateixa el seu sisè fill Khildesinda sobre la pica baptismal. Audovera s'hauria fet així culpable d'esdevenir padrina de la seva pròpia filla i comare del seu marit, el que als ulls de l'Església li prohibia el llit conjugual sota pena de ser acusada d'incest. A la seva tornada de la guerra, Khilperic, assabentat dels fets per Fredegunda, hauria repudiat Audovera per no ser ell mateix excomunicat, i l'hauria enviat a un convent de la ciutat del Le Mans.
Aquesta anècdota il·lustra en les seves grans línies el text anterior de Gregori de Tours que precisa que Khilperic va ser obligat a retornar el conjunt de les seves esposes (légitime(s) i secundàries) per poder casar-se amb la princesa visigoda Galsuinda (vers el 568).
Audovera va ser llavors víctima de la política de Fredegunda de la qual l'objectiu era l'eliminació del primer nucli familiar del seu marit. Segons Gregori de Tours, l'antiga reina va ser assassinada el 580 i dos dels seus fills, Clodoveu i Meroveu, van ser perseguits i morts sota ordre de Fredegunda. Quant a la princesa Basina, va ser violada pels homes de la seva madrastra per tal de ser apartada de la successió reial, i després tancada al convent de Poitiers (dirigit per la reina Radegunda).